# Giacomo Serra
Giacomo Serra (Genova, 1570 – Roma, 19 agosto 1623) è stato un cardinale italiano.

## Biografia

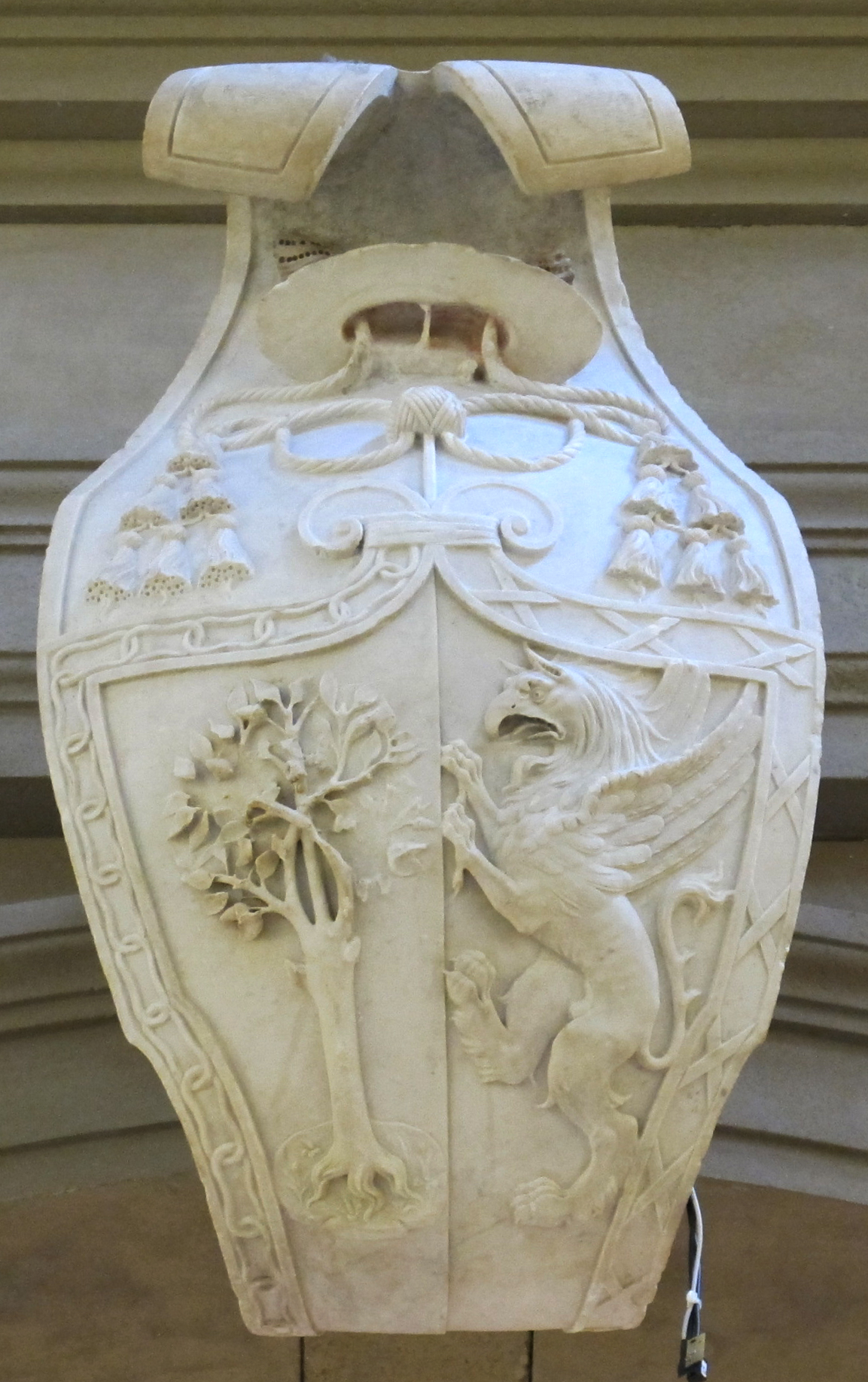
Stemma del cardinale Giacomo Serra, da San Giacomo degli Spagnoli, Bode Museum

Figlio di Antonio Maria Serra, deputato del Nobile Vecchio Portico di Genova, senatore di Firenze e di Claudia Lomellini, anch'essa di nobile famiglia.
Si trasferì a Roma, dove nel gennaio del 1601 divenne chierico della Reverenda Camera Apostolica. Fu governatore di Borgo durante la sede vacante del 1605. Nel 1608 fu nominato nunzio straordinario per i soldati pontifici in Ungheria e sul finire dello stesso anno divenne tesoriere generale della Camera Apostolica.
Il 17 agosto 1611 papa Paolo V lo creò cardinale. Il 12 settembre dello stesso anno ricevette la diaconia di San Giorgio in Velabro.
Il 16 settembre 1615 fu nominato legato di Ferrara, per un triennio. Sarà riconfermato per un altro triennio e manterrà l'incarico fino alla morte.
Il 28 settembre 1615 optò per l'ordine dei cardinali presbiteri ed ebbe il titolo di Santa Maria della Pace.
Partecipò ai conclavi del 1621 e del 1623, che elessero rispettivamente Gregorio XV e Urbano VIII.
Fu sepolto nella chiesa del suo titolo.